# Achterveld (Achterhoek)
Het Achterveld is een landelijk gebied in de gemeente Berkelland in de Nederlandse provincie Gelderland, in de streek de Achterhoek. Het is gelegen tussen de kernen Lochuizen, Markvelde en Rietmolen.
Het Achterveld is tevens de naam van een 110 hectare groot natuurgebied in die streek. Dit natuurgebied is uniek omdat er een van de laatste stukjes natte heidevelden in Nederland te vinden is.
Naast verdroging vormt vergrassing een van de grootste bedreigingen voor dit natuurgebied. Om dit tegen te gaan wordt het gebied van tijd tot tijd begraasd door runderen en paarden.